# Dornbach (Wied)
Der Dornbach ist ein knapp ein Kilometer langer rechter und nordöstlicher Zufluss der Wied im rheinland-pfälzischen Westerwaldkreis.

## Verlauf
Der Dornbach entspringt auf einer Höhe von etwa 315 m ü. NN in der Dornbachwiese in Wied. Er fließt zunächst in südwestlicher Richtung durch Waldgelände. Bei der Hasenwiese umläuft er stark begradigt den örtlichen Sportplatz und mündet schließlich auf einer Höhe von etwa 292 m ü. NN von rechts in die Wied.